# Liverpool
Liverpool är en stad i Merseyside i nordvästra England, norr om floden Merseys mynning. Själva staden har 469 917 invånare (2001), medan storstadsområdet har drygt 1,4 miljoner invånare. Staden var Europas kulturhuvudstad 2008. En person från Liverpool kallas Liverpudlian, men går även under benämningen Scouser, vilket syftar på en lokal maträtt – scouse (se lapskojs). Ordet Scouse används också om den lokala dialekten.
Liverpools hamn är Storbritanniens näst största exporthamn.
Internationellt är Liverpool bland annat känt för fotboll och som Beatles hemstad. I staden finns två kända fotbollslag: Liverpool FC som spelar på Anfield och Everton FC som spelar på Goodison Park.

## Ortnamnet
Namnet Liverpool kan komma från det kymriska Llyr Pwl som betyder 'platsen vid träsket'. En alternativ etymologi är från det fornengelska lifer + pōl; den första namndelen betyder 'gyttjigt vatten' (jämför svenskans 'lera') och den andra namndelen 'vattensamling' eller 'bäck' (jämför svenskans 'pöl'). Ortnamnet noterades första gången i skrift 1190 som Liuerpul.

## Historia
| Årtal | Befolkning |
| 1272  | 840        |
| 1561  | 690        |

De första bevisen för att människor fanns bosatta i området är Calderstenarna som är unika i sitt slag i England. Då människan först började bosätta sig i området bestod vad som senare skulle bli Merseysviken av en stor sjö omgiven av sumpmarker. Den nuvarande geologin härstammar från någon gång kring 400-talet då en jordbävning gav viken dess nuvarande form. Från bronsåldern finns en del fynd, däremot är det ont om fynd från järnåldern.
Under romartiden beboddes området av briganterna. Någon romersk bosättning fanns inte i Liverpool, den närmaste låg i Chester.
Liverpool finns inte nämnt i Domesday Book, den folkräkning som genomfördes av normanderna efter att de erövrat England 1066; däremot finns flera av de nuvarande stadsdelarna med. Området kring Liverpool kom efter erövringen att innehas av Roger de Poictier, men kom senare att bli indraget av kungen. Det blev åter utdelat 1165 då Warine av Lancaster fick det. 
Liverpool blir omnämnt för första gången 1190 i ett brev som Johan utan land signerat. Han köpte även tillbaka Liverpool 1207 och gav det stadsrättigheter samma år. Framförallt var staden intressant som utfärdsort för att ta sig till Irland. Av den anledningen byggdes också ett slott som stod klart några årtionden senare.
I en storm 1560 förstördes hamnen. En ny hamn byggdes 1635. Den blev 1647 fri från hamnen i Chester, som den tidigare varit underordnad. Genom skeppsskatten och det faktum att han sålde ,m,.m., till London stad blev Karl I  impopulär i staden. Den kom därför att stödja parlamentet under engelska inbördeskriget.
Stadens utveckling började ta fart under Elisabet I:s regeringstid, då hon gav ett antal seglare från Liverpool rätt att ägna sig åt pirat-verksamhet.
Från 1660-talet och framåt, det vill säga efter inbördeskrigets slut, tog handeln med Amerika fart på allvar, från 1700-talets början med triangelhandeln som inkomstbringande del.
1668 anlades det första sockerraffinaderiet. 1707-14 bemäktigade sig köpmän från Liverpool slavhandeln på de spanska kolonierna, och under de följande århundradena då behovet av slavar till den tilltagande plantageodlingen i Nordamerika ökade övergick Liverpools handlare alltmer till den lönande slavhandeln.
Omkring en fjärdedel av Liverpools fartyg deltog i slavhandeln.
Omkring 1750 gick Liverpool om Bristol och blev näst London Storbritanniens mest betydande hamn. Sedan slavhandelns tid var över kom Liverpool i stället att bli den främsta importhamnen för amerikansk bomull till Europa.
En stor del av utvandringen från Europa till Amerika kom att ske via Liverpool, omkring nio miljoner människor passerade staden på sin väg västerut.
I samband med den industriella revolutionen skedde en omfattande invandring. Framförallt kom det många walesare. År 1813 stod de för en tiondel av befolkningen. I flera stadsdelar kom de lokala tidningarna att vara på walesiska. Det har hållits fyra nationella Eisteddfodau i Liverpool.
Under 1800-talet stod staden på sin absoluta topp. År 1850, när England var den dominerande världsmakten, skedde över hälften av dess utrikeshandel vid Liverpool.

## Infrastruktur
Liverpool har inom flera områden var tidigt ute när det gäller transporter. Världens första passagerarlinje med tåg gick mellan Liverpool och Manchester och invigdes 15 september 1830. Från Liverpool utgår även motorvägar som leder vidare till övriga landet.
Under Mersey går två vägtunnlar och en järnvägstunnel. Järnvägstunneln invigdes 1889 och var den första i världen att gå under vatten. Vägtunnlarna invigdes 1934 respektive 1971. På Mersey har det sedan 1100-talet funnits färjetrafik.
Flygplatsen, som sedan 2001 heter Liverpool John Lennon Airport, invigdes 1933, även om den börjat användas redan några år tidigare.

## Stadsdelar
- Aigburth
- Allerton
- Anfield
- Childwall
- Clubmoor
- Cressington/Grassendale
- Crosby
- Croxteth
- Dingle
- Edge Hill
- Everton
- Fairfield
- Fazakerley
- Garston
- Gateacre
- Hunts Cross
- Kirkdale
- Knotty Ash
- Litherland
- Mossley Hill
- Netherley
- Norris Green
- Old Swan
- Sefton Park
- Speke
- St Michael's Hamlet
- Toxteth
- Tuebrook
- Walton
- Wavertree
- West Derby
- Woolton

## Städer och byar inom storstadsområdet
- Ainsdale
- Bebington
- Bidston
- Birkdale
- Birkenhead
- Bootle
- Bromborough
- Crosby
- Eastham
- Formby
- Halewood
- Haydock
- Heswall
- Hoylake
- Huyton
- Kirkby
- Leasowe
- Maghull
- Melling
- Meols
- Moreton, Merseyside
- New Brighton
- New Ferry
- Oxton
- Parkgate
- Pensby
- Port Sunlight
- Prescot
- Rainford
- Roby
- Seacombe
- Seaforth
- Sefton
- Southport
- St Helens
- Wallasey
- West Derby
- West Kirby
- Whiston
- Woodvale

## Världsarv
Liverpool upptogs 2004 på Unescos världsarvslista för stadens roll i världshandelns utveckling och för dess hamnteknologi.
År 2021 förlorade Liverpool sin status som världsarv till följd av för många nybyggnationer och rivningar i hamnmiljön.

## Musik
- Atomic Kitten
- Beatles
  - John Lennon
  - Paul McCartney
  - George Harrison
  - Ringo Starr
- Billy Fury
- Billy J Kramer and the Dakotas
- Carcass
- China Crisis
- Cilla Black
- Dead or Alive
- Echo & the Bunnymen
- Frankie Goes to Hollywood
- Frankie Vaughan
- Gerry and the Pacemakers
- Lightning Seeds
- Melanie C
- Michael Holiday
- Orchestral Manoeuvres in the Dark
- Royal Liverpool Philharmonic Orchestra
- Ladytron
- The Coral
- The Searchers
- The Swinging Blue Jeans
- The Wombats
- Rory Storm and the Hurricanes

## Sport
- Fotboll
  - Everton FC (Premier League)
  - Liverpool FC (Premier League)
- Ridsport
  - Grand National
- Rugby
  - Liverpool Rugby Club
- Segling
  - Lyver trophy
- MMA
  - Darren Till

## Sevärdheter
- Albert Dock
- Anfield
- Bug World Experience
- Goodison Park
- Liverpool Cathedral
- Liverpool John Lennon Airport
- Mersey Ferries
- Merseysida Maritime Museum

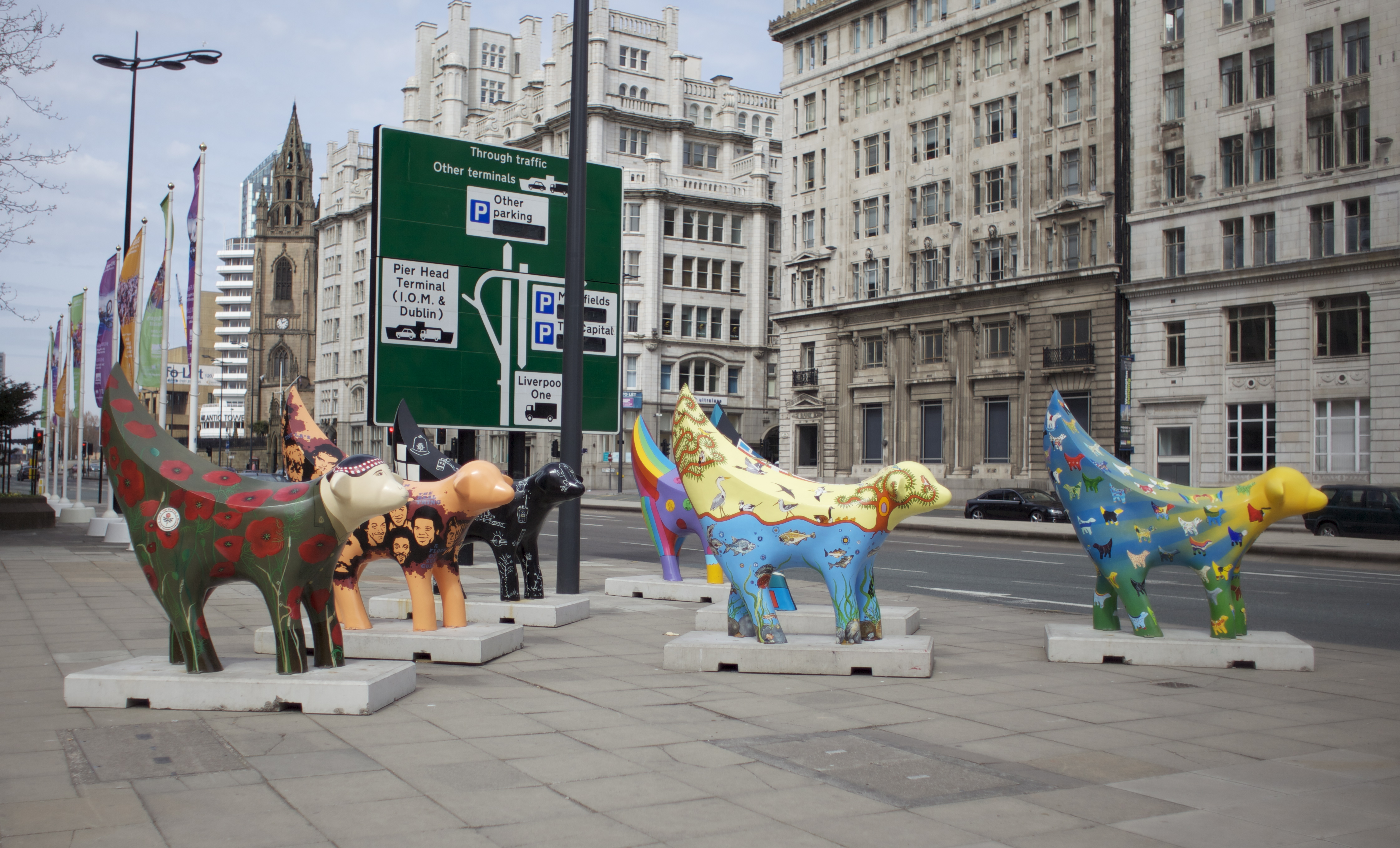
Superlambananas, 2010

- Metropolitan Cathedral Church of Christ the King
- St Georges Hall
- The Beatles Story
- The Cavern Club
- Walker Art Gallery
- World Museum Liverpool

Bland stadens kyrkor finns också Gustav Adolfs kyrka som byggdes 1883-1884 som en sjömanskyrka och för nordbor bosatta i staden.

## Övriga kända personer från Liverpool
- Jamie Carragher, fotbollsspelare Liverpool FC
- Steven Gerrard, fotbollsspelare Liverpool FC
- Robert Morris, startade USA:s första bank
- Wayne Rooney, fotbollsspelare Everton FC
- Robbie Fowler, fotbollsspelare Liverpool FC
- Paddy Pimblett, MMA-utövare
- Darren Till, MMA-utövare